# Condado de Delaware (Pensilvania)
El condado de Delaware (en inglés: Delaware County), fundado en 1789, es uno de 67 condados del estado estadounidense de Pensilvania. En el año 2000 tenía una población de 550.864 habitantes con una densidad poblacional de 1,155 personas por km². La sede del condado es Media.

## Geografía
Según la Oficina del Censo, el condado tiene un área total de 495 km² (191,1 mi²), de la cual 477 km² (184,2 mi²) es tierra y 18 km² (6,9 mi²) (3.42%) es agua.

### Condados
- Condado de Montgomery (norte)
- Condado de Filadelfia (este)
- Condado de Gloucester (Nueva Jersey) (sureste)
- Condado de New Castle (Delaware) (suroeste)
- Condado de Chester (oeste)

## Demografía
| Raza                     | Núm.    | Perc. |
| ------------------------ | ------- | ----- |
| Blancos (NH)             | 363,249 | 63%   |
| Negros (NH)              | 127,055 | 22%   |
| Nativos (NH)             | 676     | 0.12% |
| Asiático (NH)            | 36,317  | 6.3%  |
| Isleño del Pacífico (NH) | 133     | 0.02% |
| Otro o multiracial (NH)  | 22,628  | 3.9%  |
| Hispano o Latino         | 26,772  | 4.6%  |

Según el censo de 2000, había 550,864 personas, 206,320 hogares y 139,472 familias residiendo en la localidad. La densidad de población era de 1,155 hab./km². Había 216,978 viviendas con una densidad media de 455 viviendas/km². El 80.32% de los habitantes eran blancos, el 14.52% afroamericanos, el 0.32% amerindios, el 3.29% asiáticos, el 0.02% isleños del Pacífico, el 0.56% de otras razas y el 1.19% pertenecía a dos o más razas. El 1.52% de la población eran hispanos o latinos de cualquier raza.

## Localidades

### Ciudades
Chester 

### Boroughs
Aldan |
Brookhaven |
Chester Heights |
Clifton Heights |
Collingdale |
Colwyn |
Darby |
East Lansdowne |
Eddystone |
Folcroft |
Glenolden |
Lansdowne |
Marcus Hook |
Media |
Millbourne |
Morton |
Norwood |
Parkside |
Prospect Park |
Ridley Park |
Rose Valley |
Rutledge |
Sharon Hill |
Swarthmore |
Trainer |
Upland |
Yeadon 

### Municipios
Aston |
Bethel |
Chadds Ford |
Chester |
Concord |
Darby |
Edgmont |
Haverford |
Lower Chichester |
Marple |
Middletown |
Nether Providence |
Newtown |
Radnor |
Ridley |
Springfield |
Thornbury |
Tinicum |
Upper Chichester |
Upper Darby |
Upper Providence 

### Lugares designados por el censo
Ardmore‡ |
Boothwyn |
Broomall |
Drexel Hill |
Folsom |
Haverford College |
Lima |
Linwood |
Village Green-Green Ridge |
Woodlyn 

### Áreas no incorporadas
Bortondale |
Bowling Green |
Briarcliffe |
Cheyney‡ |
Chichester |
Concordville |
Crum Lynne |
Drexel Park |
Elwyn |
Garden City |
Garnet Valley |
Garrett Hill |
Glen Mills |
Glen Riddle |
Gradyville |
Haverford‡ |
Havertown |
Holmes |
Lenni |
Moylan |
Pilgrim Gardens |
Pine Ridge |
Primos |
Radnor |
Riddlewood |
Rosemont‡ |
Rose Tree |
Secane |
South Media |
St. Davids |
Strafford‡ |
Twin Oaks |
Villanova‡ |
Wallingford |
Wawa |
Wayne‡ |
Wyola 